# Naunton Wayne
Pour les articles homonymes, voir Wayne.
Naunton Wayne (parfois crédité Naughton Wayne) est un acteur gallois, de son vrai nom Henry Wayne Davies, né le 22 juin 1901 à Llanwonno (en) (Pays de Galles), mort le 17 novembre 1970 à Surbiton (Grand Londres, Angleterre).

## Biographie
Sous le pseudonyme de Naunton Wayne, il débute au théâtre en 1920, au Pays de Galles, avant de venir à Londres en 1928, où il joue régulièrement jusqu'à la fin des années 1960. Au cinéma, il participe à trente films britanniques entre 1932 et 1961. À la télévision, après un téléfilm pionnier en 1938, il apparaît dans trois séries, en 1961 et 1969, année où il se retire.
L'un de ses films les plus connus est Une femme disparaît (1938) d'Alfred Hitchcock, dans lequel il forme, avec son compatriote Basil Radford (1897-1952), le duo semi-comique (amateur de cricket) Charters et Caldicott (en). Wayne et Radford collaborent ensemble à douze films entre 1938 et 1949, dont trois autres, après Une femme disparaît, où ils reforment le duo précité (ainsi, dans Train de nuit pour Munich, en 1940). Ils se retrouvent également au théâtre et à la radio, jusqu'au décès brutal de Radford en 1952, lors d'une émission radiophonique.

## Filmographie partielle
Au cinéma
- 1932 : The First Mrs. Fraser de Thorold Dickinson et Sinclair Hill
- 1933 : Going Gay de Carmine Gallone
- 1933 : For Love of You de Carmine Gallone
- 1934 : Something Always Happens de Michael Powell (petit rôle non crédité)
- 1938 : Une femme disparaît (The Lady Vanishes) d'Alfred Hitchcock (*)
- 1939 : A Girl Must Live de Carol Reed
- 1940 : Train de nuit pour Munich (Night Train to Munich) de Carol Reed (*)
- 1941 : Crook's Tour de John Baxter (*)
- 1942 : The Next of Kin de Thorold Dickinson
- 1943 : Ceux de chez nous (Millions like us) de Sidney Gilliat et Frank Launder (*)
- 1945 : Au cœur de la nuit (Dead of Night), film à sketches, segment La Partie de golf (Golfing Story) de Charles Crichton
- 1949 : Passeport pour Pimlico (Passport to Pimlico) d'Henry Cornelius
- 1949 : Helter Skelter de Ralph Thomas (caméo, non crédité)
- 1949 : L'Obsédé (Obsession) d'Edward Dmytryk
- 1950 : Double Confession de Ken Annakin
- 1950 : Highly Dangerous de Roy Ward Baker
- 1950 : Trio, film à sketches, segment Mr. Know-All de Ken Annakin
- 1951 : L'Enquête est close (Circle of Danger) de Jacques Tourneur
- 1952 : The Tall Headlines de Terence Young
- 1952 : The Happy Family de Muriel Box
- 1952 : Treasure Hunt de John Paddy Carstairs
- 1953 : Tortillard pour Titfield (The Titfield Thunderbolt) de Charles Crichton
- 1954 : You knows what Sailors are de Ken Annakin

(*) Films avec le duo "Charters et Caldicott"

## Théâtre (sélection)
Pièces, à Londres, sauf mention contraire
- 1933-1934 : Streamline, revue d'A. P. Herbert, avec Esmond Knight
- 1937 : Wise Tomorrow de Stephen Powys, avec Esmond Knight, Martita Hunt, Diana Churchill, Nora Swinburne
- 1939-1940 : Giving the Bride away de Margot Neville, avec Finlay Currie, Basil Radford
- 1940-1941 : Black Vanities de George Black
- 1942-1943 : Goodbye Children de John Boynton Priestley ; Arsenic et vieilles dentelles (Arsenic and Old Lace) de Joseph Kesselring
- 1945-1946 : 1066 - And All That de Reginald Arkell, avec Isabel Jeans, Cathleen Nesbitt, Ivor Novello, Basil Radford, Michael Redgrave, Flora Robson, Torin Thatcher
- 1953 : Blanches Colombes et Vilains Messieurs (Guys and Dolls), comédie musicale, musique et lyrics de Frank Loesser, livret d'Abe Burrows et Jo Swerling, avec Lou Jacobi (à Bristol)
- 1954-1955 : It's Different for Men de Brenda Danischewsky
- 1956-1957 : The Bride and the Bachelor (à Londres) et Bachelor Borne (à Bristol), de Ronald Millar
- 1962 : The Big Killing de Philip Mackie, avec Frank Lawton, Leslie Phillips
- 1962-1963 : Vanity Fair de Robin Miller, avec Sybil Thorndike (à Bristol)
- 1964-1965 : Heirs and Graces de L. Du Garde Peach (à Bath)